# Опейкина, Вера Андреевна
Вера Андреевна Опейкина (род. 21 июня 1989, Челябинск) — российский футбольный судья, арбитр ФИФА. Ранее — футболистка, игрок в мини-футбол.

## Карьера

### Футболистка
Несколько лет занималась мини-футболом. Выступала в первой и высшей лигах России за клубы из Челябинска, Екатеринбурга и Москвы. После завершения игровой карьеры стала судить матчи большого футбола. Кроме того, руководила сборными по мини-футболу Уральского государственного университета физической культуры.

### Футбольный судья

#### Женские команды
14 июня 2009 впервые работала ассистентом судьи на матче чемпионата России между командами «Лада» — «Энергия» (1:4).
19 апреля 2011 впервые работала главным арбитром на матче чемпионата России между командами «Мордовочка» и «Россиянка» (0:4).
7 мая 2016 работала главным арбитром на матче чемпионата Европы (до 17 лет) между сборными Италии и Германии (0:0). В 2019 году на чемпионате Европы (до 17 лет) работала на полуфинальном матче.
8 марта 2021 обслуживала Суперкубок России по футболу среди женщин 2021.
23 октября 2020 судила отборочный матч чемпионата Европы 2022 между сборными Франции и Македонии.

#### Мужские команды
С 2014 года работала на матчах ЛФК, 18 декабря 2020 допущена к обслуживанию матчей Российской премьер-лиги. С 2021 года также обслуживает Вторую лигу России.
21 февраля 2019 судила матч Кубка ФНЛ между командами «Пюник» и «Краснодар-2».
14 марта 2022 в качестве ассистента VAR работала на матче РПЛ «Рубин» — «Ростов».
В августе-сентябре 2023 года отсудила два матча Кубка России 2023/24: «Чертаново» — «Динамо» (Киров) и «Балтика» — «Крылья Советов».
26 сентября 2023 года отработала матч женской Лиги наций между сборными Армении и Казахстана.
1 ноября 2023 года отсудила матч группового этапа Пути РПЛ в Кубке России между московским «Локомотивом» и казанским «Рубином».
20 апреля 2024 года отсудила матч Первой лиги «СКА-Хабаровск» — «Енисей».

## Судейская статистика
главный арбитр (Россия)
| Сезон   | Итого | Высшая лига | Кубки | Прочие | Источник             |
| ------- | ----- | ----------- | ----- | ------ | -------------------- |
| 2011/12 | 5     | 5           | —     | —      | [ 15 ]               |
| 2012/13 | 1     | 1           | —     | —      | [ 15 ]               |
| 2013    | 8     | 8           | —     | —      | [ 15 ]               |
| 2014    | 7     | 7           | —     | —      | [ 15 ]               |
| 2015    | 11    | 11          | —     | —      | [ 15 ]               |
| 2016    | 5     | 5           | —     | —      | [ 15 ] [ 16 ]        |
| 2017    | 10    | 10          | —     | —      | [ 15 ] [ 16 ]        |
| 2018    | 1     | 1           | —     | —      | [ 15 ] [ 16 ]        |
| 2019    | 12    | 10          | 1     | 1      | [ 16 ] [ 17 ] [ 18 ] |
| 2020    | 13    | 11          | —     | 2      | [ 16 ] [ 17 ]        |
| 2021    | 27    | 19          | 2     | 6      | [ 16 ] [ 17 ]        |
| 2022    | 20    | 11          | 1     | 8      | [ 16 ] [ 17 ]        |
| 2023    | 8     | 6           | 2     | —      | [ 16 ] [ 17 ]        |
| ИТОГО   | 128   | 105         | 6     | 17     |                      |

главный арбитр (международная)
| Дата             | Матч                                         | Счёт | Статус           |
| ---------------- | -------------------------------------------- | ---- | ---------------- |
| 27 ноября 2015   | Албания— Франция                             | 0:6  | ОЧЕ 2017         |
| 7 мая 2016       | Италия (до 17)— Германия (до 17)             | 0:0  | ЧЕ 2016 (до 17)  |
| 15 сентября 2016 | Англия— Эстония                              | 5:0  | ОЧЕ 2017         |
| 11 мая 2019      | Нидерланды (до 17)— Англия (до 17)           | 0:2  | ЧЕ 2019 (до 17)  |
| 14 мая 2019      | Германия (до 17)— Португалия (до 17)         | 2:0  | ЧЕ 2019 (до 17)  |
| 13 августа 2019  | Ференцварош— Спартак (Суботица)              | 2:2  | ЛЧ 2019/20       |
| 8 октября 2019   | Греция— Германия                             | 0:5  | ОЧЕ 2022         |
| 23 октября 2020  | Франция— Северная Македония                  | 11:0 | ОЧЕ 2022         |
| 18 августа 2021  | Леванте— Селтик                              | 2:1  | ЛЧ 2021/22       |
| 23 октября 2021  | Беларусь (до 19)— Северная Македония (до 19) | 3:1  | ОЧЕ 2022 (до 19) |
| 26 октября 2021  | Беларусь (до 19)— Фарерские острова (до 19)  | 5:0  | ОЧЕ 2022 (до 19) |
| 25 ноября 2021   | Сербия— Болгария                             | 3:0  | ОЧМ 2023         |